# NGC 6374
NGC 6374 (ook: NGC 6383) is een open sterrenhoop in het sterrenbeeld Schorpioen. Het hemelobject werd op 3 augustus 1834 ontdekt door de Britse astronoom John Herschel.

## Synoniemen
- GCL 70
- OCL 1026
- ESO 393-SC7